# Heteborn
Heteborn ist seit dem 1. Januar 2010 ein Ortsteil der Gemeinde Selke-Aue im Landkreis Harz und liegt am Westrand des Hakels.

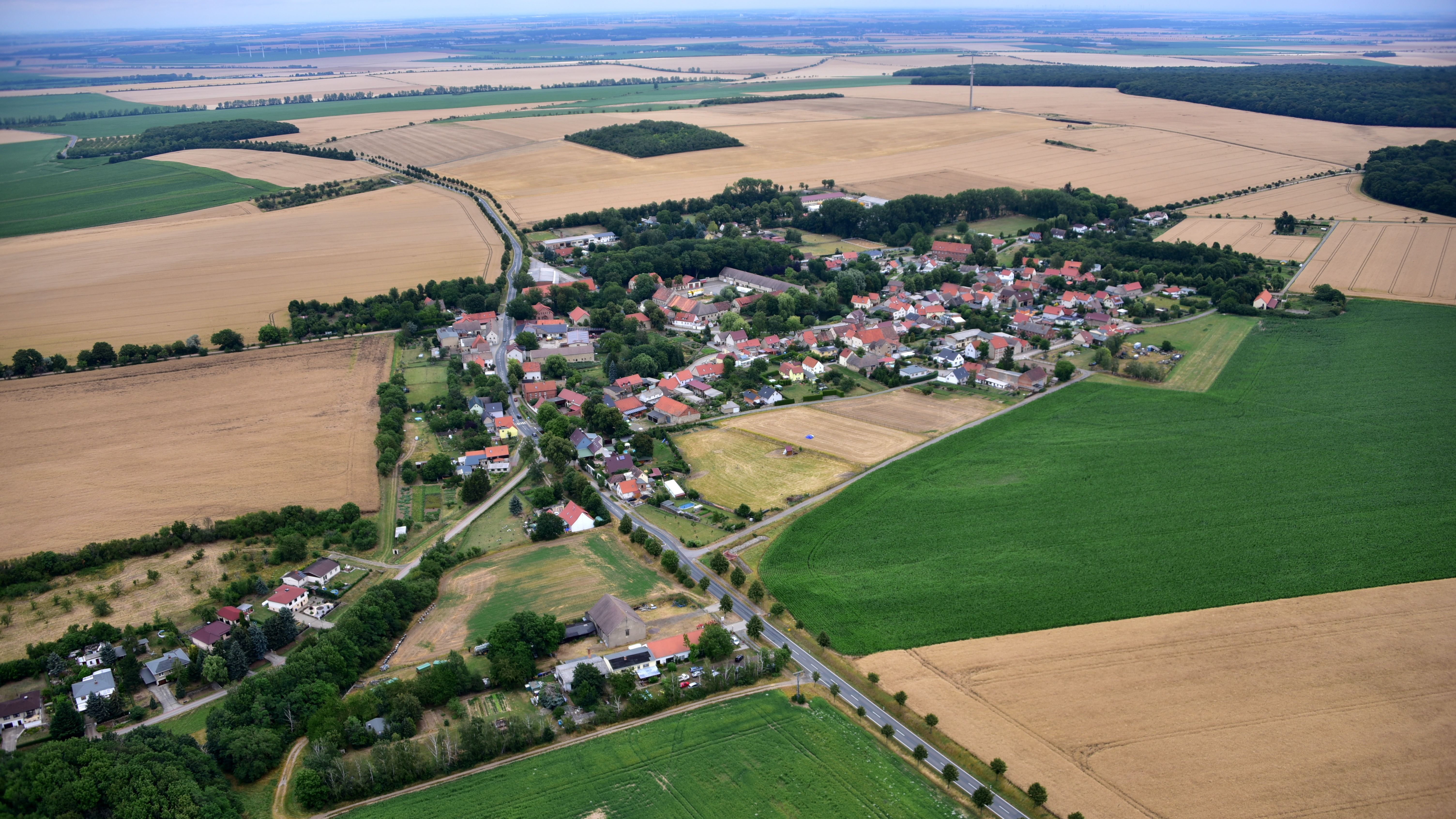
Heteborn, Luftaufnahme (2019)

## Geschichte
Die Namensherkunft ist nicht eindeutig. Einerseits wird er als Abwandlung des Hedwigsbrunnens verstanden. Andererseits ist Hete eine Abwandlung des althochdeutschen Wortes 'hadu', was 'Kampf' oder 'Krieg' bedeutet und sich wahrscheinlich auf Kämpfe um den entfernten Brunnen bzw. Born bezieht (Heteborn selbst hat keine Wasserquelle). Nachweislich gab es in den Jahren 1816–1844 Prozesse um Wasserrechte des Dorfteiches, welcher sich jahreszeitlich unterschiedlich stark aus dem Brunnen speist.
Heteborn wurde im Jahre 936 gegründet. Eine Urkunde, die 1207 und 1227 in päpstlichen Urkunden bestätigt wurde, gibt an, dass Markgraf Gero 964 das Dorf dem Kloster Gernrode schenkte. Hierbei wird es sich allerdings nur um einen Teil gehandelt haben, da ebenso im Jahr 936 sein Bruder Siegfried das Dorf bzw. einen anderen Teil davon an Corvey und das Kloster an Gröningen verschenkte.

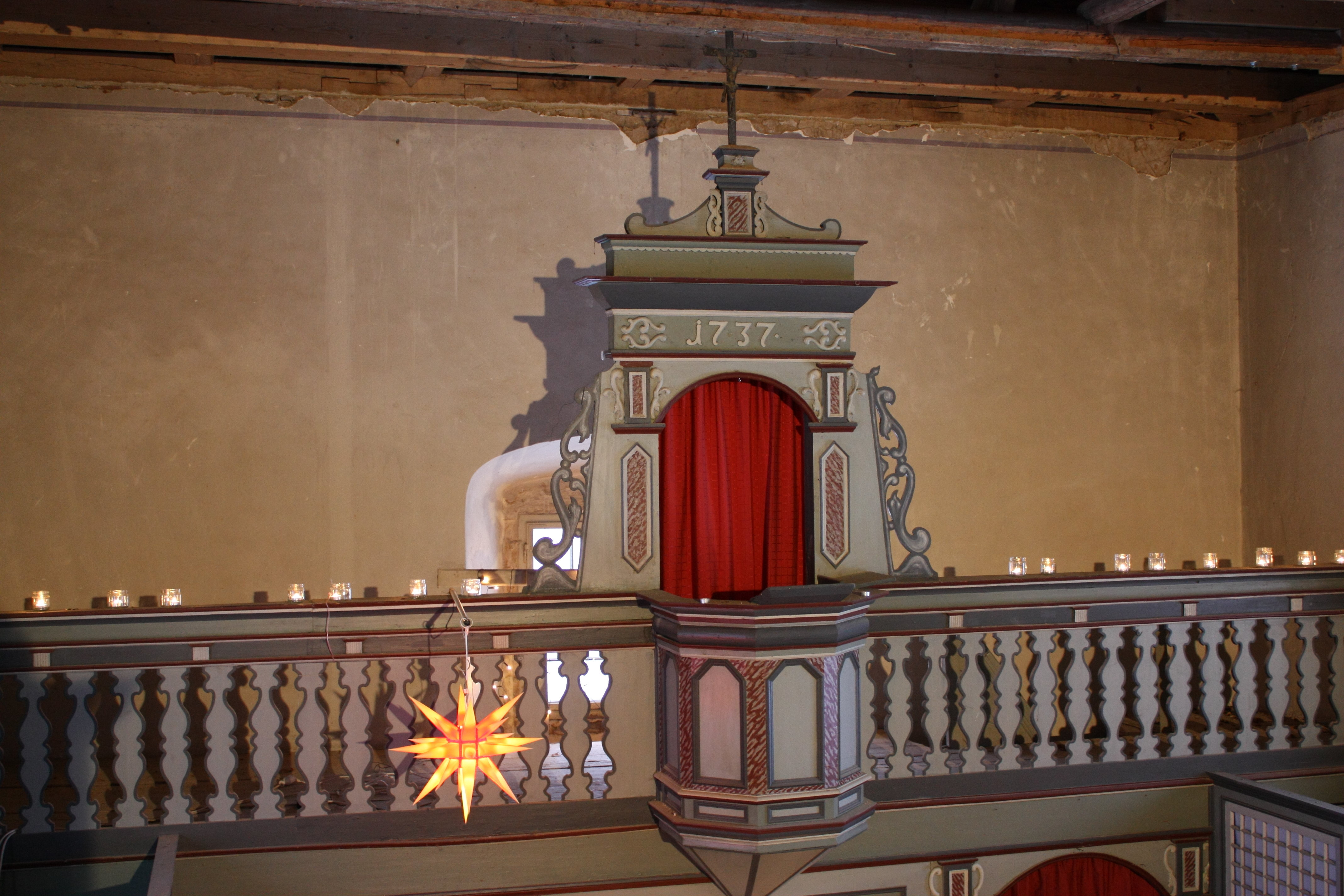
Kanzel der Dorfkirche (2010)

1636 wurde Heteborn durch Plünderung und Brand fast vollständig zerstört, nur das Jagdhaus von Bischof Heinrich Julius blieb als einziges unversehrt. Die Kirche konnte erst am Sonntag nach Trinitatis 1716 durch Pastor Lankfeld (Gröningen) geweiht werden. Der von der heutigen Nikolaikirche Quedlinburgs geschenkte Altar wurde in der Rodersdorfer Kirche aufgestellt. Ein Oberamtmann aus Gröningen stiftete Kanzel, Beicht- und großen Hofstuhl.

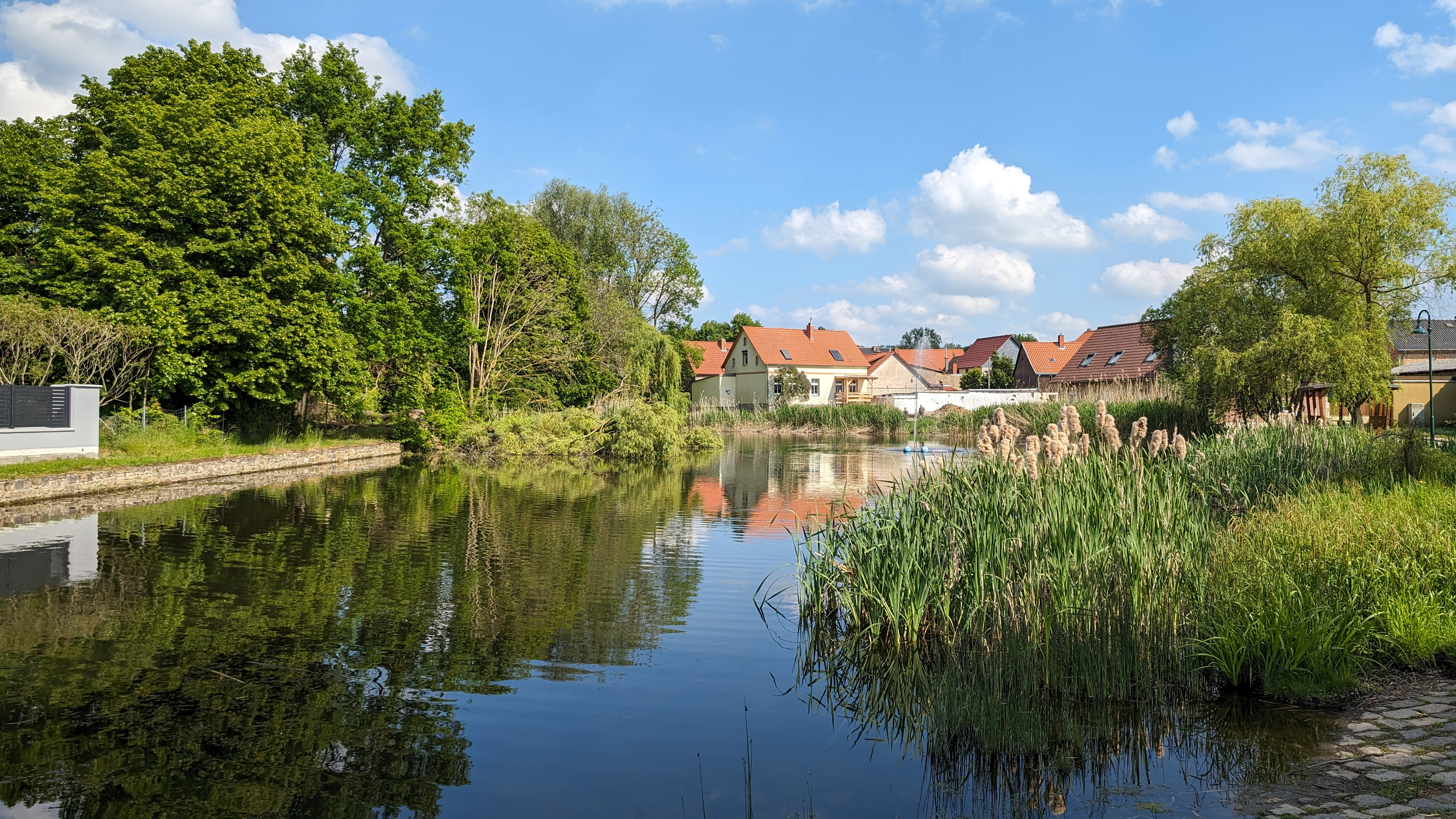
Dorfteich mit Fontäne

Der Hakel, der zur Gemarkung Heteborn gehört, war im Jahr 1948 rund 784 ha zugehörig.
1833 wurden 68 Hausnummern gezählt. 1841 gab es neben Kirche, Schule, Gemeindebackhaus, königlicher Domäne und dem königlichen Forst noch 2 Gastwirte, 1 Kaufmann, 2 Schneider, 2 Leineweber, 1 Zimmerer, 1 Schuhmacher, 1 Windmüller, 1 Schafmeister, 2 Schäfer und 1 Kantor.
Am 17. Oktober 1928 wurde der Hauptteil des Gutsbezirks Domäne Heteborn mit der Landgemeinde Heteborn vereinigt. Der Rest (Parzelle 197 des Kartenblattes 4 der Gemarkung Kloster Gröningen) wurde mit der Landgemeinde Kloster Gröningen vereinigt. Einige Wochen später, am 1. Dezember 1928 wurde der Gutsbezirk Heteborn, Forst mit der Landgemeinde Heteborn vereinigt.
Zum 12. April 1950 erhielt Heteborn ein eigenes Ortsstatut.
Die Landwirtschaftliche Produktionsgenossenschaft Heteborn („LPG Heteborn“) wurde 1952 gegründet, 1960 die Vollgenossenschaftlichkeit erreicht. Anschließend spezialisierte man sich auf die Bereiche Pflanzen- und Tierproduktion und schloss sich 1970 mit der LPG Hedersleben zur LPG Tierproduktion Edwin Hoernle Hedersleben zusammen. Mit der politischen Wende 1989 wurde die LPG-Tierproduktion liquidiert und die LPG-Pflanzenproduktion in die Agrargenossenschaft e.G. Hedersleben umgewandelt.
Seit der Aufnahme ins Dorferneuerungsprogramm im Jahr 1993 wurden zahlreiche Straßen und Plätze grundlegend saniert.

### Einwohnerentwicklung
| Stand             | Einwohnerzahl | Quelle |
| ----------------- | ------------- | ------ |
| 1989              | 455           | [ 3 ]  |
| 31. Dezember 1995 | 415           | [ 3 ]  |
| 31. Dezember 2001 | 421           | [ 4 ]  |
| 31. Dezember 2002 | 410           | [ 5 ]  |
| 30. Juni 2003     | 402           | [ 6 ]  |
| 2007              | 376           | [ 7 ]  |
| 30. Juni 2008     | 369           | [ 8 ]  |
| 31. Dezember 2008 | 397           | [ 9 ]  |

Die Altersstruktur im Jahr 2008 ergab: 14,2 % unter 20 Jahren, 63,6 % im Alter von 20–65 Jahren und 22,2 % über 65-Jährige. 2009 prognostizierte das Statistische Landesamt Sachsen-Anhalt für die damalige Gemeinde bzw. heutigen Ortsteil im Jahr 2018 noch 351 Einwohner.

## Politik
Bis 1950 war Heteborn dem Kreis Oschersleben zugeordnet, danach bis 1952 dem Kreis Quedlinburg und anschließend dem Kreis Aschersleben. Seit Juli 1994 ist er dem Landkreis Quedlinburg nach Einwohnerbefragung zugeordnet. Im Zuge der Kreisreform 2007 ging Heteborn wie der gesamte Landkreis Quedlinburg im neuen Landkreis Harz auf.
Das Ergebnis der letzten eigenständigen Gemeinderatswahlen sahen folgendermaßen aus: (laut amtlichem Endergebnis der Wahl zum Gemeinderat Heteborn am 13. Juni 2004; Wahlbeteiligung: 63,6 %)
- Wählergruppen – 43,0 %, 4 Sitze
- Einzelbewerber – 30,0 %, 2 Sitze
- CDU – 27,0 %, 1 Sitz

Das Dorf war zunächst seit 1994 in der neugegründeten Verwaltungsgemeinschaft Bode-Selke-Aue organisiert, die sich dann am 1. Januar 2005 zur Verwaltungsgemeinschaft Ballenstedt/Bode-Selke-Aue vergrößerte. Der letzte Gemeindeschlüssel war 15085170.
Heteborn wurde am 1. Januar 2010 in die zum gleichen Tage aus den bis dahin selbstständigen Gemeinden Hausneindorf und Wedderstedt neugegründete Gemeinde Selke-Aue im Zuge der Gebietsreform eingemeindet. Dem per Bürgerbefragung vom 19. Oktober 2008 mehrheitlich geäußerte Wunsch, mit Quedlinburg zusammenzugehen, wurde damit nicht entsprochen. Der Gemeinderat beschloss den Vertrag zur Eingemeindung am 27. Mai 2009, der Landrat genehmigte dies am 6. August 2009. Damit verbunden war der Austritt aus der Verwaltungsgemeinschaft Ballenstedt/Bode-Selke-Aue.

### Wappen
Das Wappen wurde am 19. Juli 1996 durch das Regierungspräsidium Magdeburg genehmigt.
Blasonierung: „Gespalten von Silber und Rot; vorn ein steigendes grünes Eichenblatt, am Stiel beidseitig je eine aufsteigende grüne Eichel mit schwarzer Kapsel; hinten ein gezinnter, schwarzgefugter silberner Turm mit offenem Torbogen und zwei schwarzen Rundbogenfensteröffnungen, pfahlweise.“
Die Farben des Ortsteils sind Grün-Weiß.

## Kultur und Sehenswürdigkeiten
- Die Dorfkirche zu Heteborn bildet den Ortsmittelpunkt. Der heutige Bau wurde 1716 geweiht.
- Der Friedhof befindet sich am östlichen Ende des Dorfes.
- Zur Gemarkung Heteborn gehört die Burgruine der Domburg im Hakel.

## Vereine
Der Fußballverein Heteborner SV 98 spielt in der Spielzeit 2013/14 in der 1. Kreisklasse Harz.  Der gemischte Chor Hakelchor (Gründung 1877), die Freiwillige Feuerwehr und der Schützenverein sind seit 5. Februar 1996 im Heimatverein Heteborn am Hakel e. V. organisiert. Des Weiteren existieren ein Dartverein sowie ein Rommeeclub.

## Sonstiges
Heteborn gewann den 4. Kreiswettbewerb des Landkreises Harz „Unser Dorf soll schöner werden – unser Dorf hat Zukunft“.
Durch eine Regionalbuslinie der Harzer Verkehrsbetriebe ist Heteborn mit der Stadt Quedlinburg verbunden.
Der Kindergarten wird in Anlehnung an das nahegelegene Waldgebiet Hakelspatzen bezeichnet.